# 石澤志穂
石澤 志穂（いしざわ しほ、女性、1986年10月23日 - ）は、日本の元女子スピードスケート選手。専門は長距離。バンクーバーオリンピック、ソチオリンピック日本代表。トランシス所属。現在は帯広大谷短期大学勤務、管理栄養士。

## 来歴
北海道中札内村出身。中札内村立中札内小学校、同中学校を経て、駒大苫小牧高校に進んだ。高校卒業後は（株）岸本医科学研究所に所属。
全日本スピードスケート選手権大会で2005年・2006年と4位入賞を連続で果たし、2006年、20歳でISUワールドカップに初出場。2009年の世界距離別スピードスケート選手権大会に出場し、3000m17位、5000m14位。翌年のバンクーバーオリンピックにも出場し、3000m15位、5000mでは9位となった。なお、チームパシュートでは控えメンバーであったため、銀メダリストの一員になれなかったが、小平奈緒と穂積雅子が、「これはイッシー（石澤の愛称）」と一緒にとったメダル」と、メダルを首に掛ける計らいをしてもらったという。
バンクバーオリンピック後、所属先が廃部となりフリーに転向したが、不振が続きスケート連盟の強化指定選手を外れた。2011年10月にトランシス所属となり、復活劇を遂げた。
2013年11月29日にカザフスタンのアスタナで行われたワールドカップ第三戦5000mで4位（日本人最上位）となり、ソチオリンピック代表が内定した。ソチオリンピックでは、3000m9位、5000m12位となった。
2014年4月18日に現役引退を表明。そして半年間イギリスに留学。2015年4月に帯広大谷短期大学に合格、2017年に卒業し、栄養士の資格を取得。同い年の親友である小平の希望に応じて相澤病院所属となり、練習や食事面でのサポートを行うことになった。
平昌オリンピックまでの1年間の日々は「（小平）奈緒を支えてきたっていうよりも、競技人生に寄り添ってきた」感じであったという。また、「（オリンピック本番では）やりきった顔が見られればいいと思っていた」とも述べている。平昌オリンピックで、小平は500mで金メダルを獲得。「実際にキラキラ輝くメダルを手にした奈緒を見て、さらに喜びがこみ上げてきました」「感無量」と涙ぐみ、喜びを分かち合った。

## 自己記録
| 種目  | 記録      | 日時           | 場所               |
| ----- | --------- | -------------- | ------------------ |
| 500m  | 40秒54    | 2012年2月18日  | モスクワ           |
| 1000m | 1分19秒46 | 2008年8月10日  | カルガリー         |
| 1500m | 1分59秒28 | 2007年11月17日 | カルガリー         |
| 3000m | 4分03秒00 | 2013年11月5日  | ソルトレークシティ |
| 5000m | 6分55秒43 | 2011年2月18日  | ソルトレークシティ |

## 参考
- 日本オリンピック委員会 - 石澤志穂
- New-HALEサポートアスリート紹介